# Писанко, Николай Николаевич
Николай Николаевич Писанко (21 января 1910, Александрия, Херсонская губерния — 7 марта 1996, Геническ, Херсонская область) — советский и украинский художник, теоретик искусства, педагог. Член Союза художников Украины (1951).

## Биография
Николай Писанко родился в городе Александрия (ныне Кировоградской области). С детства Николай увлекался рисованием, воспроизводил на бумаге природу, птиц, людей. В 1935 году окончил живописный факультет Одесского художественного училища им. М. Б. Грекова. По окончании учебного заведения работал научным сотрудником Одесского художественного музея.
С первых дней Великой Отечественной войны был на фронте, после получения тяжелого ранения проходил курс лечения и восстановления в военном госпитале г. Душанбе. После выздоровления вернулся к теории искусства. В разные годы работал в художественных училищах Душанбе, Миргорода, Симферополя.
Однако одним из самых плодотворных и интересных творческих периодов в жизни художника начался в конце 1950-х годов, когда он переехал в Херсонскую область в Геническ. Здесь Николай Николаевич некоторое время работал в Геническом районном Доме пионеров, где вел кружок изобразительного искусства. Среди его воспитанников есть много художников и ныне известных в Геническе — живописцы Александр Иванов, Александр Крапко, Анатолий Малявка, Алик Ткач, Людмила Каминская, Николай Осадченко, Анатолий Парнюк, Александр Черноног, Виталий Пихуля, архитектор Николай Овдиенко, скульптор Валерий Кольцов, художник-керамист Владимир Шпак и многие другие.
В начале 1960-х годов Николай Писанко читал лекции в клубе творческой молодежи при киевском Октябрьском дворце культуры. Их слушали Николай Винграновский, Алла Горская, Виктор Зарецкий, Вениамин Кушнир, Василий Гурин и еще много известных шестидесятников. В течение 1960-1970-х годов выступал с лекциями и показом тематического материала у многих тогда советских городах: Житомире, Вильнюсе, Таллине, Казани, Херсоне, Симферополе, Киеве.
Первая книга Николай Писанко «Движение, пространство и время в изобразительном искусстве» была готова к печати еще в 1960-х годах, однако вышла в Киеве только в 1996 году.
Николай Писанко ушел из жизни 7 марта 1996 года, в возрасте 86-и лет и похоронен в Геническе.

## Памяти
Незначительная часть его картин в настоящее время экспонируется в Херсонском художественном музее им. А. Шовкуненко и в выставочном зале Генического краеведческого музея.
В 2008 году на средства районного бюджета было издано несколько книг, посвященных творчеству Н. Н. Писанко, авторами которых стали его ученики Виталий Пихуля и Анатолий Малявка.
В октябре 2009 года около двадцати работ художника экспонировались в столичном дворце искусств «Украина» во время творческого отчета самодеятельных и художественных коллективов Херсонской области.
По случаю 100-летия со дня рождения Николая Николаевича, 2010 года, в Геническом краеведческом музее был открыт зал творчества художника, где собраны его личные вещи, рисунки, картины, а на доме, где он работал, установлены мемориальную таблицу.